# 青腰镇
青腰镇为湖南省资兴市所辖镇。2012年4月，自撤销的烟坪乡成建制并入兰洞村。青腰镇辖15个行政村、1个社区，总面积143.79平方公里，户籍总人口1.28万人。

## 行政区划
2012年4月之前，下辖青腰社区、周塘村、花塘村、赤竹园村、白水村、团桥村、仓田村、黄金村、沙石村、扬龙村、桎木村、青腰村、坪田村、宗吕村、豪园村；2012年4月自烟坪乡并入兰洞村总计下辖15个行政村、1个社区。